# Драговиты
Драговиты (иначе другувиты, драговичи) — средневековое южнославянское племя, поселившееся в начале VII века к западу от Солуни.

## Этноним
О. Н. Трубачёв считал, что балканославянские драговиты связаны с восточнославянскими дреговичами.

## История
В 616 году союз славянских племен, во главе с драговитским архонтом Хацоном (возможно, краткая форма от имени Хотимир), безуспешно осаждают Солунь.
В осаде Солуни славянами 676—678 годов они также участвовали, но упоминаются лишь один раз в связи с решением о начале строительства осадных орудий. Сам же штурм, согласно источникам, осуществлялся силами ринхинов и сагудатов. Либо драговиты были привлечены осаждавшими лишь временно (возможно поскольку только они имели навыки в осадном деле), либо они входили в состав объединения ринхинов и во всех остальных случаях скрывались за их именем.
После восстановления власти Византии на Балканах в землях драговитов с IX века известна епископия Другувития, а со второй половины X века — фема Другувития.

## Первоисточники
- Чудеса св. Димитрия